# الصيف البارد عام 1953
الصيف البارد عام 1953 هو فيلم جريمة سوفيتي صدرَ عام 1988، من إخراج ألكسندر بروشيكن ويُعدّ هذا الفيلم الأخير للممثل الروسي أناتولي بابانوف.

## القصّة
في صيف 1953، بعد وفاة ستالين، أعلن أحد أقرب زملائه، النائب الأول لرئيس مجلس الوزراء ورئيس وزارة الداخلية عفو عن السجناء الغير سياسيين والسياسيين الذين حكم عليهم بالسجن لمدة لا تزيد عن 5 سنوات. نتيجة لذلك؛ يتم تحرير الكثير من المجرمين الخطرين من معسكر العمل. ينظمون العصابات، ويبدأون في السرقة، والقتل، والاغتصاب.
في قرية صغيرة في شمال روسيا يعيش شخصان من المغتربين: قائد الاستخبارات العسكرية السابق سيرجي باسارجين والمهندس السابق نيكولاي بافلوفيتش ستاروباتوجوف. كلاهما تم تغريبهما بشكل ظالم من قبل نظام ستالين. هُوجمت القرية من قِبل عصابة من المجرمين، يقتل اللصوص الشرطي الوحيد ويأخذون جميع السكان كرهائن. يحمل الضابط العسكري السابق والمهندس السابق السلاح لإنقاذهم

## طاقَم التمثيل
- فاليري بريوميكوف في دور سيرجي باسارجين، قائد الاستخبارات العسكرية السابق
- أناتولي بابانوف في دور نيكولاي بافلوفيتش ستاروباتوجوف، المهندس السابق
- فيكتور ستيبانوف في دور شرطي مانكوف، الذي قتل على أيدي قطاع الطرق
- نينا أوساتوفا في دور ليديا ماتيفنا، امرأة بكماء
- زويا بوريك، ابنة ليديا ماتيفنا
- يوري كوزنتسوف في دور إيفان زوتوف، مدير التداول في البورصة
- فلاديمير كشبور في دور فاديش، رئيس محطة الوصول
- إليزابيث سولودوفا في دور زوجة نيكولاي ستاروباتوغوف
- بوريس بلوتنيكوف في دور ابن نيكولاي ستاروباتوغوف
- فلاديمير جولوفين في دور مجرم محترف، زعيم عصابة
- سيرجي فلاسوف في دور فيتيك، مجرم
- أندرو دودارينكو في دور ميخائيلش، مجرم
- ألكسندرزافيالوف في دور موكا، مجرم
- أليكسي كولسنيك في دور هوك، مجرم
- فيكتوركوسيك في دور بكلان، مجرم

## وصلات خارجية
- الصيف البارد عام 1953 على موقع IMDb (الإنجليزية)
- الصيف البارد عام 1953 على موقع روتن توميتوز (الإنجليزية)
- الصيف البارد عام 1953 على موقع ألو سيني (الفرنسية)
- الصيف البارد عام 1953 على موقع أول موفي (الإنجليزية)
- الصيف البارد عام 1953 على موقع فيلمافينيتي (الإسبانية)
- الصيف البارد عام 1953 على موقع قاعدة بيانات الأفلام السويدية (السويدية)
- الصيف البارد عام 1953 على موقع قاعدة بيانات الفيلم (الإنجليزية)
- الصيف البارد عام 1953 على موقع ليتربوكسد (الإنجليزية)
- الصيف البارد عام 1953 على موقع كينوبويسك (الروسية)